# 屋久島電工
屋久島電工株式会社（やくしまでんこう、英: YAKUSHIMA DENKO CO.,LTD.）は、鹿児島県熊毛郡屋久島町に本社を置く企業。日本で唯一炭化ケイ素の製造を行うほか、屋久島島内に3か所の水力発電所を有し、農協や九州電力送配電などを通じて島内の一般家庭へ電力の供給を行う。

## 事業所
- 本社 - 〒891-4205 鹿児島県熊毛郡屋久島町宮之浦939
- 安房川第二発電所 - 〒891-4311 鹿児島県熊毛郡屋久島町安房2739

### 子会社
- ヤクデン商事株式会社 - スーパーマーケットや観光事業（屋久島トラベル）の運営、建設業や港湾荷役などを行う。

## 沿革
- 1952年 - 屋久島電気興業株式会社設立。
- 1953年 - 千尋滝発電所完成。当時の出力は1,000 kWで、1979年に1,300 kWに増強した。
- 1959年 - 屋久島電工株式会社に社名変更。
- 1960年 - 安房第一発電所・炭化ケイ素第一工場完成、島内への電力供給開始。安房第一発電所の当時の出力は10,900 kWで、1963年に23,200 kWに増強した。
- 1979年 - 安房第二発電所（出力32,000 kW）完成。

## 製品
- 炭化ケイ素 - 商品名「ダイヤシック」。半導体やファインセラミックス、研削材、耐火物などの材料となる。製造には大量の電力を要する。

## 水力発電
千尋滝発電所（出力1,300 kW）、安房第一発電所（出力23,200 kW）、安房第二発電所（出力32,000 kW）、と3か所の水力発電所を所有。炭化ケイ素の製造に使用するほか、1960年より上屋久町（現在の屋久島町北部）へは上屋久町電気施設協同組合、屋久島町安房地区へは安房電気利用組合、その他の地区へは種子屋久農業協同組合・九州電力送配電を通じて島内の民生用電力を供給する。一部施設には直接供給を行う。渇水時に備え、火力発電所も所有している。
日本では、電気事業法により10の送配電事業者が各地域の電力の送配電を独占的に行なっている一方で、その送配電区域では正当な理由なく電力供給を拒むことができない供給義務を課された体制で電気事業が行われてきた。これに従えば屋久島は九州電力送配電の送配電区域であるが、電気事業法の「特定供給の許可」を経済産業大臣から受けることにより、屋久島電工から電力の供給を受けた各組合が各戸に直接配電事業を行う異例の体制が採られてきた。これは2020年現在で、日本で唯一である。
しかし規模の大きな九州電力が経営努力により経費を削減し電力料金の値下げを行うようになると、規模の小さな屋久島電工の供給する電力はかえって割高なものとなる時期も発生する。その上、工場で必要とする電力が大きいため電圧の変動が激しく、精密な音響機器などは使えないといった問題がある。このため九州電力送配電への電気事業の全面移管を求める声もあるが、黒字の電力事業を手放したくない各配電組合は否定的で、また九州電力送配電も配電設備を九州電力送配電並みの水準に整備した上で無償引き渡しをするのでなければ受け入れられないという態度を示している。